# Paula Morelenbaum

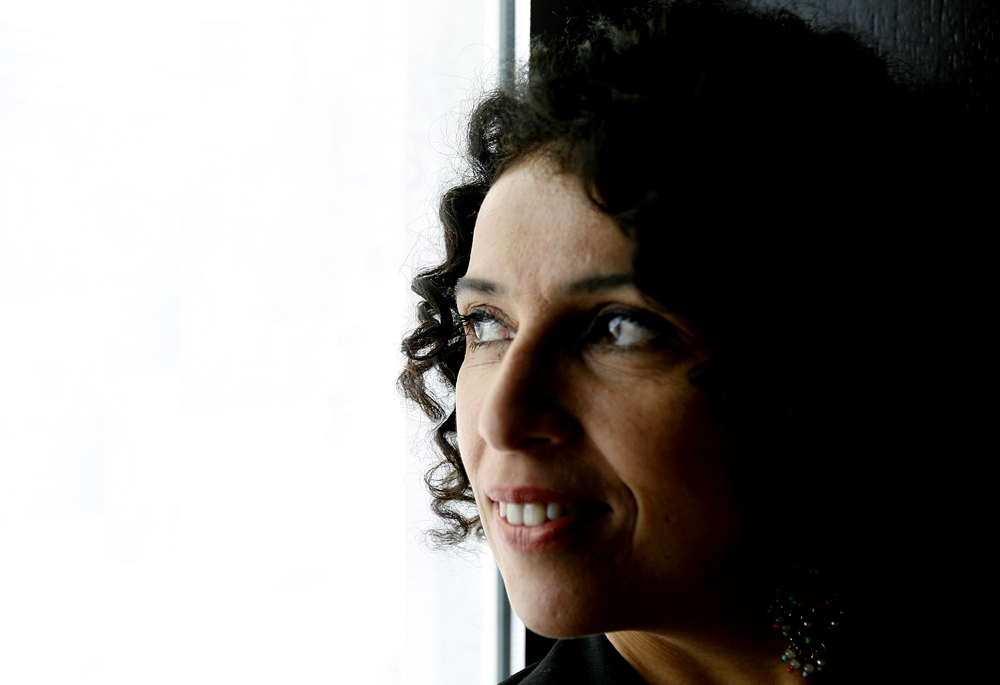
Paula Morelenbaum 2009

Regina Paula Martins Morelenbaum (* 31. Juli 1962 in Rio de Janeiro; geb. Martins) ist eine brasilianische Sängerin. Sie vertritt die brasilianische Bossa Nova. Zusammen mit ihrem Ehemann Jaques Morelenbaum war sie zehn Jahre lang Mitglied der „Nova Banda“ von Antônio Carlos Jobim. Als Sängerin singt sie international in zahlreichen verschiedenen Formationen. Ihre Stimme wird als sanft, melancholisch und ergreifend beschrieben.

## Leben und Werk
Von frühester Jugend an war Morelenbaum mit Bossa-Musik in Kontakt, da ihr Vater, ein Architekt, häufig die akustische Gitarre mit solchen Melodien und Rhythmen spielte.
Paula Morelenbaum sang 1980 im Vokalensemble „Céu da Boca“. Von 1984 bis zum Tode Jobims 1994 war sie zusammen mit ihrem Ehemann Jaques Morelenbaum Mitglied der „Nova Banda“ von Antônio Carlos Jobim. Daneben wirkte sie im Jahr 1989 auch als Sängerin im Musical „Lamartine para inglêz ver“ unter Antonio de Bonis mit. Der Name Morelenbaum stammt von der jüdisch-polnischen Herkunft ihres Mannes. Die Morelle oder Weichselkirsche ist eine Sauerkirsche mit viel Fruchtsäure.
Ihr erstes Soloalbum „Paula Morelenbaum“ wurde von Jaques Morelenbaum produziert und 1992 veröffentlicht. Das Album gewann einen Sharp Music Award Brasilien 1994. Im Jahr 1994 bereiste sie Brasilien mit der Musikshow „Chica-chica-boom-chic“ mit eigenen zeitgemäßen Arrangements von Liedern der Sängerin Carmen Miranda.
Seit Ende der 1990er Jahre sang sie im „Quarteto Jobim-Morelenbaum“ mit ihrem Ehemann Jaques (Cello), Jobims Sohn Paulo (Gitarre und Gesang) und Jobims Enkel Daniel (Piano und Gesang). Das Repertoire baute auf dem Werk von Antônio Carlos Jobim auf.
Im Trio Morelenbaum²/Sakamoto musizierte das Ehepaar Morelenbaum zusammen mit Ryuichi Sakamoto. Das Trio spielte im Jahr 2001 die CD „Casa“ mit unbekannteren Werken Antônio Carlos Jobim ein; diese Aufnahme entstand im ehemaligen Wohnhaus Jobims in der Nähe von Rio de Janeiro.
Das zweite Soloalbum von Paula Morelenbaum „Berimbaum“ erschien im Jahr 2004, eine Hommage an den brasilianischen Dichter Vinícius de Moraes. Sämtliche Texte stammen von diesem brasilianischen Songpoeten; die Musik besteht hingegen aus einer Mixtur von Bossa mit Elektronik. Der Albumname Berimbaum setzt sich als Wortspiel aus berimbau (einem einsaitigen Musikbogen) und Morelenbaum zusammen. Das 2008 folgende Album Telecoteco ist einem brasilianischen Szene-Wort der 1950er für „Swing“ zu verdanken. Inhaltlich entsprang es Morelenbaums Erforschung der Bossa-Songs der 1940er und 1950er Jahre. Stilistisch-musikalisch ist es wiederum eine Integration von akustischen und elektronischen Sounds.
Die Sängerin war mit dem Trio aus Trompeter Joo Kraus und Pianist Ralf Schmid, das 2009 am Album Bossarenova beteiligt war, mehrfach in Deutschland auf Tournee. Unter anderem trat sie 2011 auf dem Bardentreffen in Nürnberg auf, ebenso wie mit ihrem Ehemann und Sakamoto als Trio.
Die Sängerin Dora Morelenbaum ist ihre Tochter.

## Diskografie (Auswahl)
- Céu da Boca: Céu da Boca, 1981 LP (Polygram)
- Céu da Boca: Baratotal, 1982 LP (Polygram)
- Nova Banda: Amzonas Família Jobim, 1991 (MoviePlay/Som Livre)
- Paula Morelenbaum: Paula Morelenbaum, 1992 (Independente/Camerati)
- Quarteto Jobim-Morelenbaum: Quarteto Jobim-Morelenbaum, 1999 (Velas/Sony Music)
- Céu da Boca: Millennium, 2000 (Universal Music)
- Morelenbaum²/Sakamoto: Casa, 2001 (Kab/Universal Music)
- Morelenbaum²/Sakamoto: Live in Tokyo 2001, 2001 (Warner Music Japan)
- Morelenbaum²/Sakamoto: A Day in New York, 2003 (Kab/Universal Music/Sony Classical) - Tim Brazilian Music Award 2004
- Paula Morelenbaum: Berimbaum, 2004 (Mirante/Farol Musica/Universal Music)
- Paula Morelenbaum: Telecoteco, 2008
- Paula Morelenbaum/SWR Big Band: Bossarenova, 2009 (Skip Records)
- Paula Morelenbaum/João Donato: Agua, 2011 (Skip Records)
- Atlantico, 2020, Skip Records